# Mesene patawa
Mesene patawa is een vlindersoort uit de familie van de prachtvlinders (Riodinidae), onderfamilie Riodininae.
Mesene patawa werd in 1995 beschreven door Brévignon.